# سافتونیک (وبگاه)
سافتونیک (انگلیسی: Softonic.com) یک وب‌گاه بارگیری نرم‌افزار است که در سال ۱۹۹۷ توسط توماس دیگو در بارسلون تأسیس شده‌است.